# Derinöz, Oğuzlar
Derinöz là một xã thuộc huyện Oğuzlar, tỉnh Çorum, Thổ Nhĩ Kỳ. Dân số thời điểm năm 2010 là 673 người.